# Volvo S40
Volvo S40 — це седани компактного класу, що вироблялися фірмою Volvo Cars з 1996 до 2012 року. Вони прийшли на заміну моделі Volvo 460. Модифікація кузова універсал («комбі») з 1996 по 2004 рік мала ринковий індекс Volvo V40, а з 2004 року Volvo V50.

## Volvo S40 I (1996-2004)

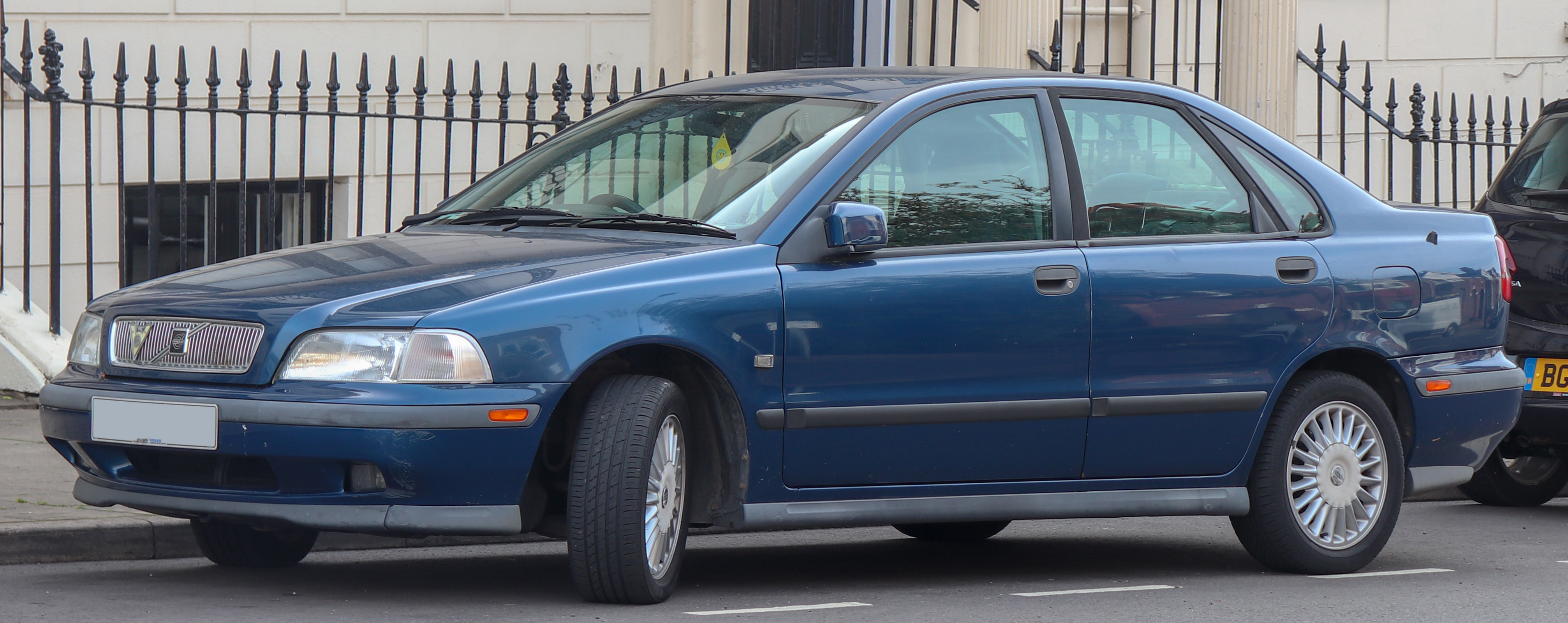
Volvo S40 I

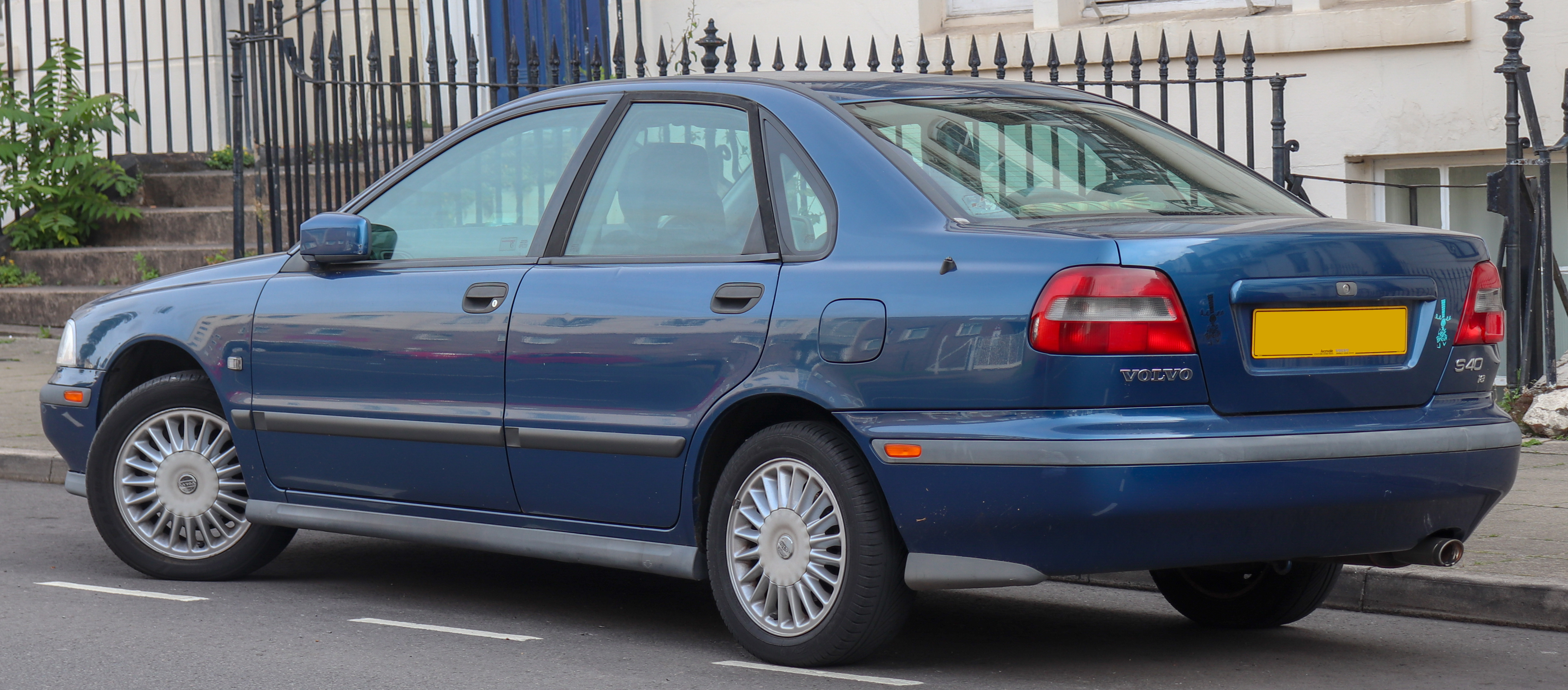
Volvo S40 I

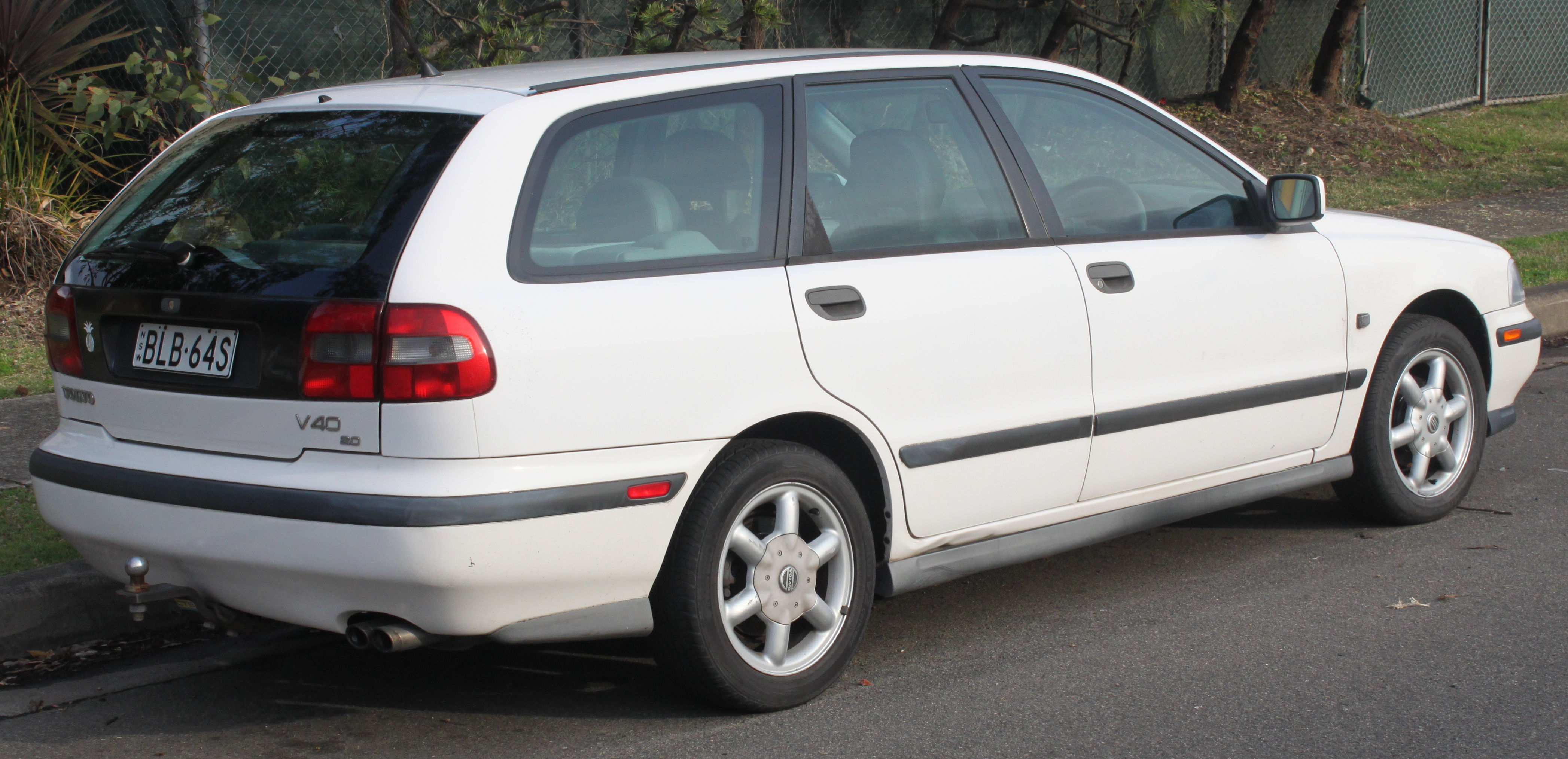
Volvo V40 I

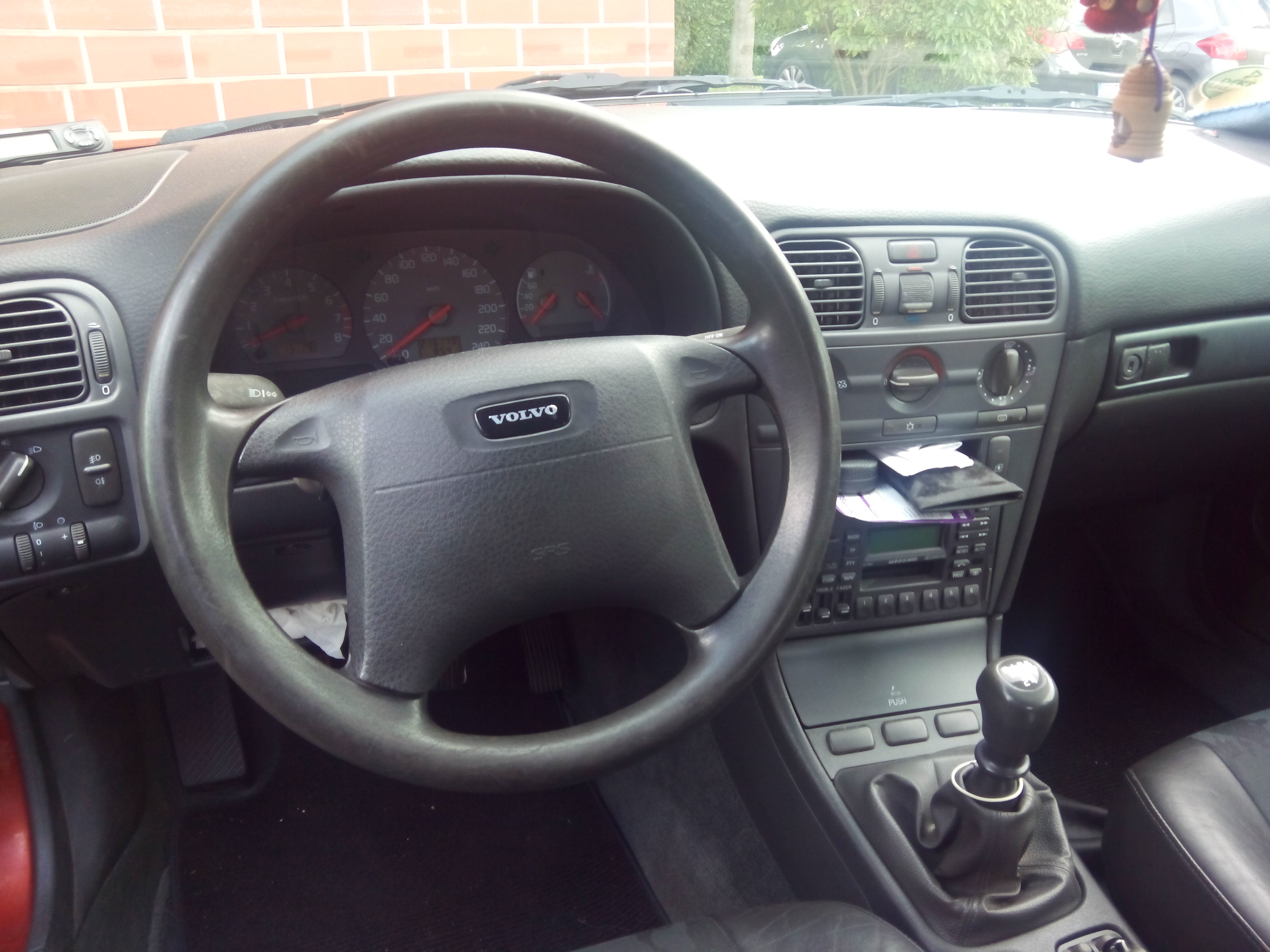
Салон

Влітку 1995 року Volvo випустила автомобіль S40 (седан) і V40 (універсал). Автомобілі збиралися в Нідерландах на NedCar заводі. Вона була заснована на загальній платформі з Mitsubishi Carisma, проте японська версія погано продавалася в Європі.
У 2001 році 40 серія пройшла рестайлінг. Були удосконалені системи управління двигуном, додаткові системи безпеки, потужніша гальмівна система, нова підвіска і рульове управління.
Volvo S40 - перший автомобіль, який заробив чотири зірки в тестах EuroNCAP.

### Двигуни
| Модель    | Об'єм    | Циліндри | Потужність        | Роки випуску | Примітки                |
| --------- | -------- | -------- | ----------------- | ------------ | ----------------------- |
| Бензинові |          |          |                   |              |                         |
| 1.6       | 1588 см³ | R4       | 77 kW (105 к.с.)  | 1996–1999    |                         |
| 1.6       | 1587 см³ | R4       | 80 kW (109 к.с.)  | 1999–2004    |                         |
| 1.8       | 1731 см³ | R4       | 85 kW (115 к.с.)  | 1996–1999    |                         |
| 1.8       | 1783 см³ | R4       | 90 kW (122 к.с.)  | 2000–2004    |                         |
| 1.8i      | 1834 см³ | R4       | 90 kW (122 к.с.)  | 2001–2004    | (двигун від Mitsubishi) |
| 1.8i      | 1834 см³ | R4       | 92 kW (125 к.с.)  | 1998–2000    | (двигун від Mitsubishi) |
| 1.9 T4    | 1855 см³ | R4       | 147 kW (200 к.с.) | 1997–2000    | з турбонаддув           |
| 2.0       | 1948 см³ | R4       | 100 kW (136 к.с.) | 1999–2004    |                         |
| 2.0       | 1948 см³ | R4       | 103 kW (140 к.с.) | 1996–1999    |                         |
| 2.0 T     | 1948 см³ | R4       | 118 kW (160 к.с.) | 1997–2000    | з турбонаддув           |
| 2.0 T     | 1948 см³ | R4       | 120 kW (163 к.с.) | 2001–2004    | з турбонаддув           |
| 2.0 T     | 1948 см³ | R4       | 121 kW (165 к.с.) | 2000–2001    | з турбонаддув           |
| 2.0 T4    | 1948 см³ | R4       | 147 kW (200 к.с.) | 2000–2004    | з турбонаддув           |
| Дизельні  |          |          |                   |              |                         |
| 1.9 TD    | 1870 см³ | R4       | 66 kW (90 к.с.)   | 1996–1999    | (двигун від Renault)    |
| 1.9 D     | 1870 см³ | R4       | 70 kW (95 к.с.)   | 1999–2000    | (двигун від Renault)    |
| 1.9 D     | 1870 см³ | R4       | 75 kW (102 к.с.)  | 2000–2004    | (двигун від Renault)    |
| 1.9 D     | 1870 см³ | R4       | 85 kW (115 к.с.)  | 2000–2004    | (двигун від Renault)    |

## Volvo S40 II (2004-2012)

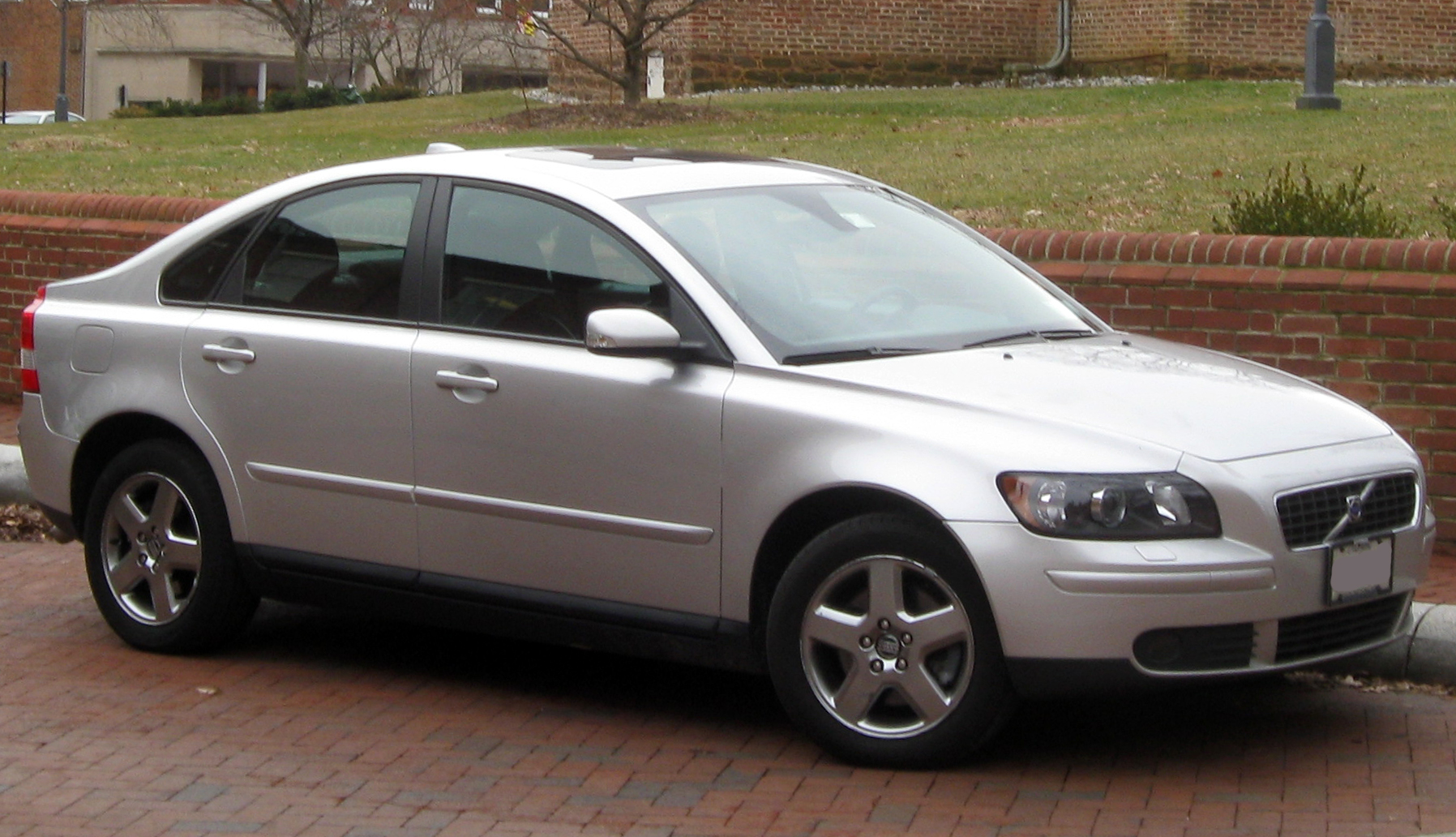
Volvo S40 II (2004-2008)

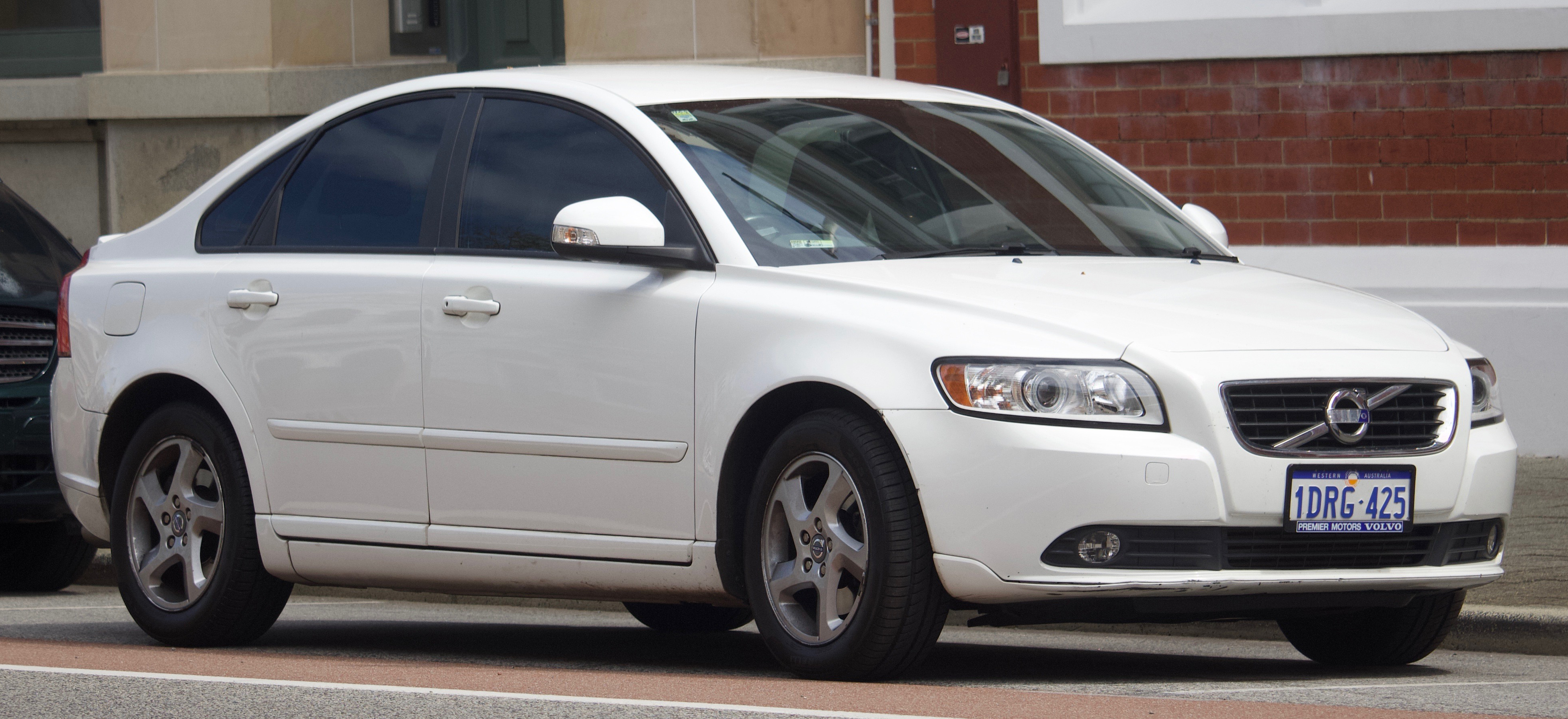
Volvo S40 II (2008-2012)

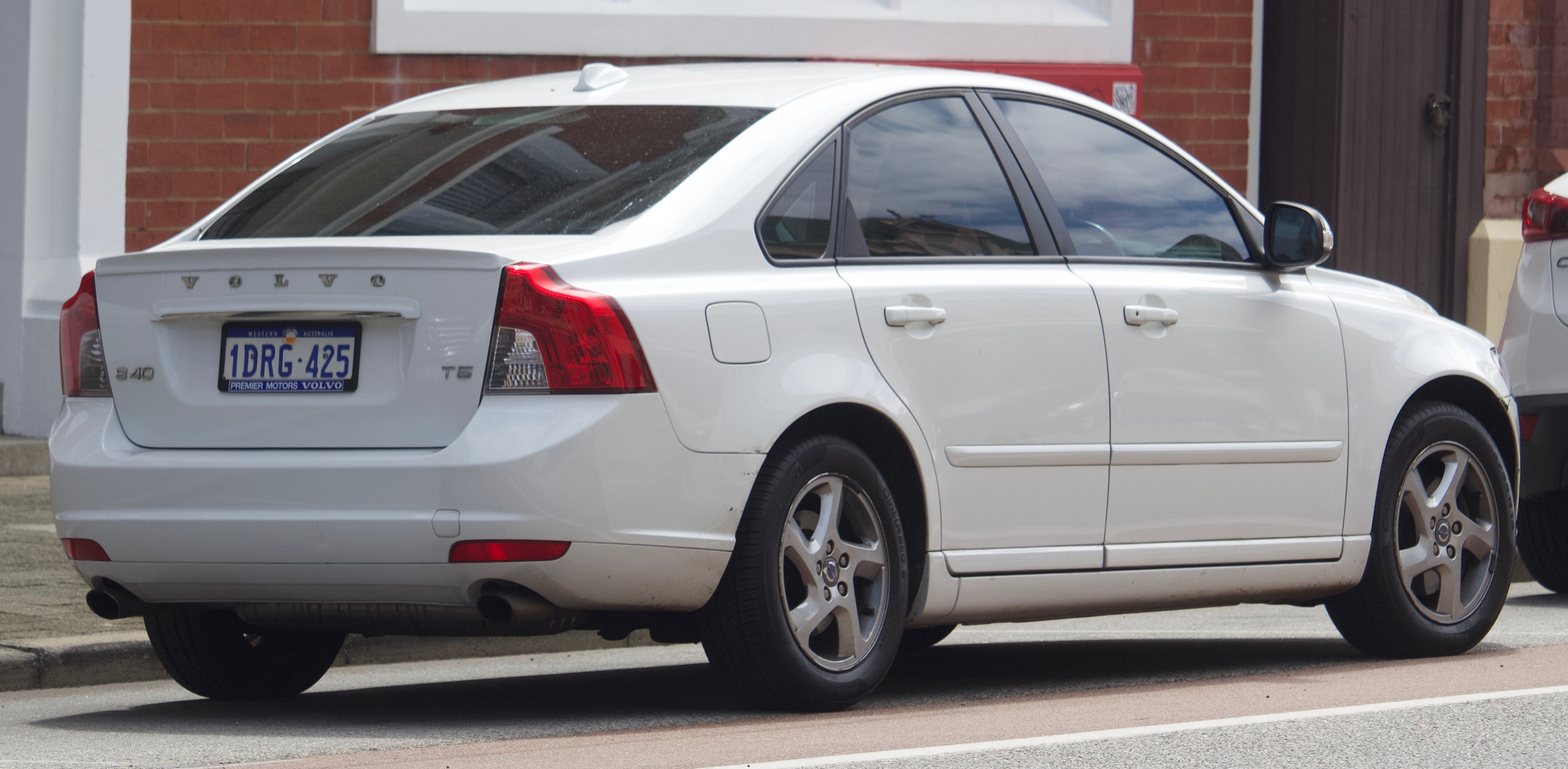
Volvo S40 II (2008-2012)

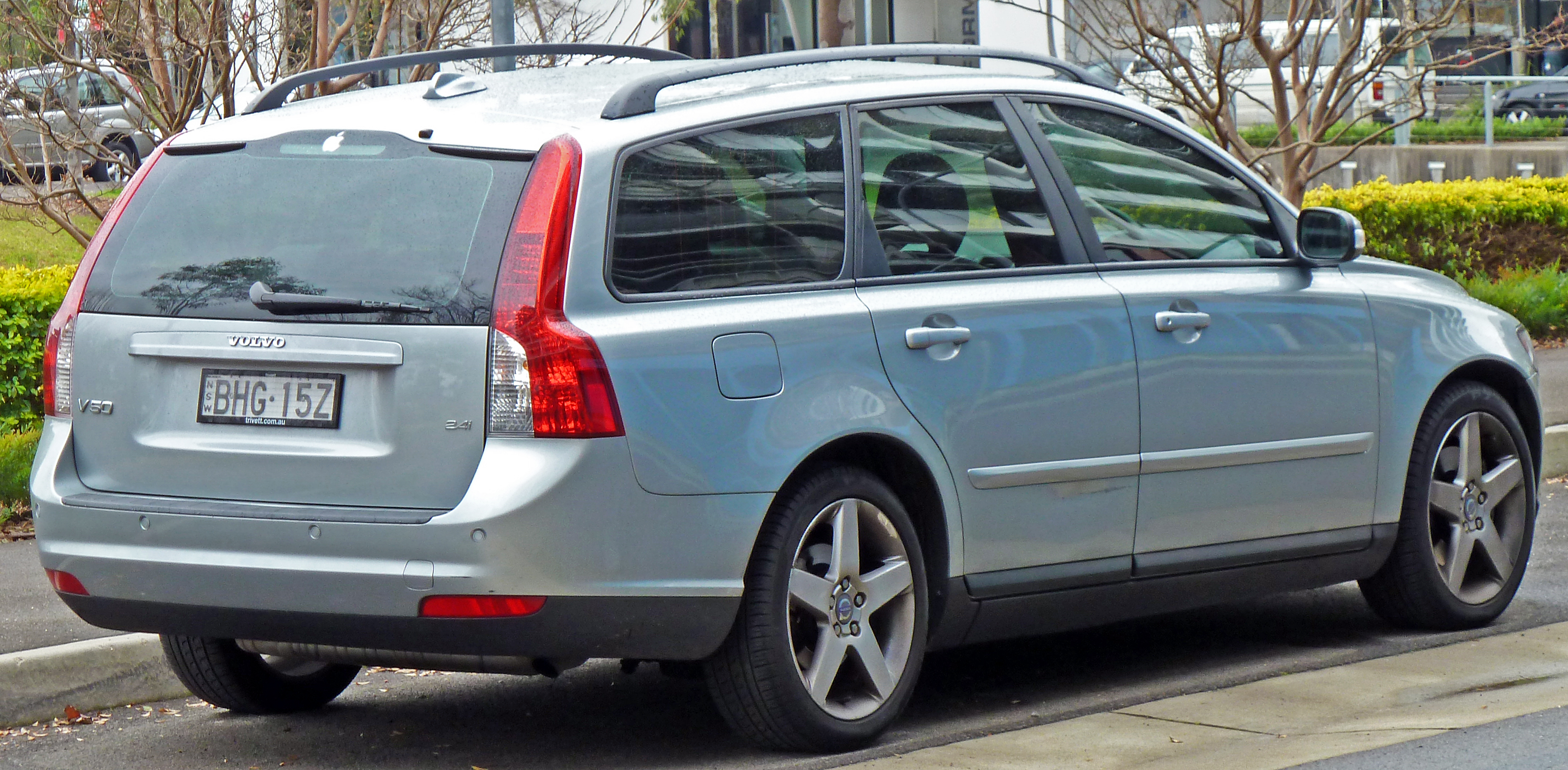
Volvo V50

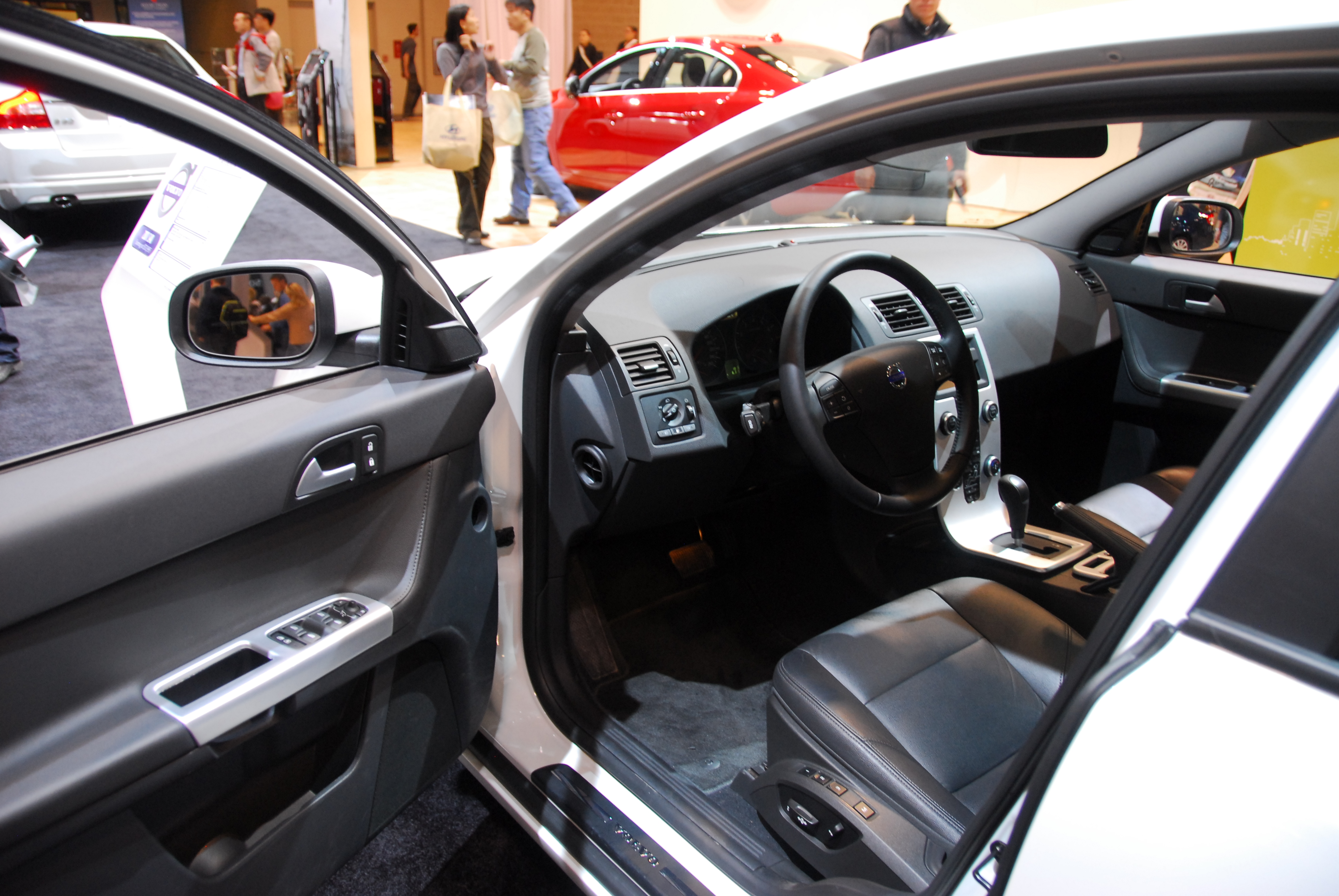

Друге покоління Volvo S40 (кодова назва: P11) виготовлялось в період з січня 2004 по травень 2012 року.
Друге покоління S40 було представлено в середині 2004 року. Воно було засноване на платформі Volvo P1, і вироблялося в Генті, Бельгія.
Шасі для цього автомобіля і більшість його компонентів були розроблені Volvo, проте аналогічні деталі можна знайти в Mazda 3 і в європейському Ford Focus. У S40 було останнє покоління модульних 5-циліндрових двигунів Volvo. Ці двигуни розроблялися Volvo з моменту дебюту двигуна в моделі Volvo 850 в 1993 році. Двигуни 2.4 і 2.4i, як і раніше, виробляються безпосередньо компанією Volvo. Трансмісія розроблена разом з Getrag в Volvo Koping Transmission Center у Швеції, а система AWD була викуплена у Haldex Traction of Sweden.
S40 було оновлено у 2008 році. Удосконалення включають поліпшені аудіосистеми, збільшений багажник і нові функції безпеки, такі як аварійні стоп-сигнали, які швидко блимають під час сильного гальмування, щоб попередити автомобіль, що їде позаду. Новий S40 також поставлявся з бі-ксеноновими фарами в залежності від комплектації. Існує також додаткова система BLIS, розташована на рамках бічних дзеркал в салоні, яка попереджає водія про наближення автомобілів та потрапляння їх до сліпої зони.
У 2010 році S40 знову пройшов рестайлінг. У гамі двигунів зникли двигуни компанії Volvo 2.4L і 2.5L, був доданий двигун компанії Ford 2.0 Duratec. Зовнішні зміни: значок на решітці радіатора (він став більшим).

### Volvo V50
У S40 другого покоління версія універсал називається вже Volvo V50, а не V40. Volvo V50 був представлений на автосалоні в Болоньї у 2004 році.

### Volvo C30
Хетчбек Volvo C30, розроблений на основі моделі S40, було представлено у 2006 році.

### Volvo C70
Також на основі S40 у 2004 році було представлено кабріолет Volvo C70.

### Двигуни
| Двигун     | Об'єм [см³] | Тип двигуна | Потужність [к.с./кВт] при об/хв | Крутний момент [Нм] при об/хв | Розгін 0-100 км/год [с] | Швидкість максимальна [км/год] |            |            |            |
| Бензинові: | Бензинові:  | Бензинові:  | Бензинові:                      | Бензинові:                    | Бензинові:              | Бензинові:                     | Бензинові: | Бензинові: | Бензинові: |
| ---------- | ----------- | ----------- | ------------------------------- | ----------------------------- | ----------------------- | ------------------------------ | ---------- | ---------- | ---------- |
| 1.6        | 1596        | І4          | 100                             | 150                           | 11,9                    | 185                            |            |            |            |
| 1.8        | 1798        | І4          | 125                             | 165                           | 10,9                    | 200                            |            |            |            |
| 2.0        | 1999        | І4          | 145                             | 185                           | 9,5                     | 210                            |            |            |            |
| 2.4        | 2435        | І5          | 140                             | 220                           | 9,9                     | 205                            |            |            |            |
| 2.4        | 2435        | І5          | 170                             | 230                           | 8,1                     | 220                            |            |            |            |
| T5 2.5     | 2521        | І5          | 230                             | 320                           | 6,8                     | 240                            |            |            |            |
| Дизельні:  |             |             |                                 |                               |                         |                                |            |            |            |
| 1.6D       | 1560        | І4          | 109                             | 240                           | 11,4                    | 190                            |            |            |            |
| 2.0D       | 1997        | І4          | 136                             | 320                           | 9,5                     | 205                            |            |            |            |
| D5 2.4     | 2400        | І5          | 180                             | 400                           | 7,9                     | 225                            |            |            |            |

### Продажі
| рік  | США    | Канада | Швеція | всього |
| ---- | ------ | ------ | ------ | ------ |
| 2004 | 19,522 | 1,269  | 4,202  | 53,085 |
| 2005 | 24,411 | 2,030  | 4,358  |        |
| 2006 | 24,729 | 1,431  | 3,705  | 72,329 |
| 2007 | 18,215 | 1,099  | 3,271  | 63,062 |
| 2008 | 9,686  | 683    | 2,036  | 48,950 |
| 2009 | 7,956  | 758    | 1,396  | 36,954 |
| 2010 | 5,623  | 818    | 1,182  | 31,688 |
| 2011 | 2,984  | 478    | 1,169  | 23,621 |
| 2012 | 51     | 0      | 672    | 12,354 |

Всього виготовлено: 602,910 (1995–2012)